# 모 버그
모리스 버그(Morris Berg, 1902년 3월 2일 ~ 1972년 5월 29일)는 미국의 프로 메이저 리그 베이스볼 포수이자 코치로, 이후 제2차 세계 대전 중 전략사무국의 스파이로 활동했다. 그는 메이저 리그에서 15시즌을 뛰었으며, 거의 전적으로 4개의 아메리칸 리그 팀에서 뛰었지만, 평범한 선수에 불과했고 "야구에서 가장 똑똑한 사람"으로 더 잘 알려져 있었다. 케이시 스텡걸은 버그를 "야구 역사상 가장 이상한 선수"라고 묘사한 적이 있다.
버그는 프린스턴 대학교와 컬럼비아 법학대학원을 졸업했으며, 여러 언어를 구사했고, 매일 신문을 10부씩 읽었다. 그의 지식인으로서의 명성은 라디오 퀴즈 쇼 정보 플리즈에 출연하여 단어와 이름의 어원, 유럽과 극동의 역사적 사건, 진행 중인 국제 회의에 대한 질문에 성공적으로 답변하면서 더욱 높아졌다.
미국 정부를 위해 일하는 스파이로서, 버그는 유고슬라비아로 가서 미국 정부가 지원을 고려 중인 저항 단체에 대한 정보를 수집했다. 그는 이탈리아로 파견되어 여러 물리학자들을 인터뷰하며 독일 핵무기 개발 계획에 대해 그들이 아는 바를 파악했다. 전쟁 후, 버그는 전략사무국의 후신인 중앙정보국에 가끔 고용되었다.

## 초기 생활 및 교육
버그는 약사인 버나드 버그와 그의 아내이자 주부인 로즈(태어날 때 이름 태시커)의 셋째이자 막내였다. 부모는 모두 유대인이었고, 뉴욕의 할렘 지역에 있는 폴로 그라운즈에서 몇 블록 떨어진 곳에 살았다. 버그가 세 살 반이었을 때, 그는 어머니에게 학교에 가고 싶다고 졸랐다.
1906년, 버나드 버그는 웨스트 뉴어크에 약국을 사서 가족은 그곳으로 이사했다. 1910년, 버그 가족은 다시 뉴어크의 로즈빌 지역으로 이사했다. 로즈빌은 버나드 버그가 동네에서 원하는 모든 것을 제공했다 – 좋은 학교, 중산층 주민, 그리고 유대인이 거의 없는 곳.
버그는 7살 때 로즈빌 감리교 감독교회 야구 팀에서 "런트 울프"라는 가명으로 야구를 시작했다. 1918년, 16살의 나이로 버그는 배링어 고등학교를 졸업했다. 그의 마지막 시즌 동안, 뉴어크 스타-이글은 도시 최고의 예비 및 공립 고등학교 야구 선수들 중에서 1918년을 위한 9인 "드림팀"을 선정했고, 버그는 팀의 3루수로 지명되었다. 배링어는 버그의 종교가 당시 그를 특이하게 만든 일련의 기관 중 첫 번째였다. 다른 학생들 대부분은 동부 이탈리아 가톨릭 신자이거나 포레스트 힐 지역의 개신교 신자들이었다. 그의 아버지는 유대인이 적은 환경을 원했다.
배링어를 졸업한 후, 버그는 뉴욕 대학교에 입학했다. 그는 그곳에서 두 학기를 보냈고 야구와 농구를 했다. 1919년, 그는 프린스턴 대학교로 편입했으며, 뉴욕 대학교에 1년 동안 다녔던 사실을 다시는 언급하지 않고 자신을 오직 프린스턴 출신으로 소개했다. 버그는 현대 언어학에서 학사 학위를 마그나 쿰 라우데로 취득했다. 그는 라틴어, 그리스어, 프랑스어, 스페인어, 이탈리아어, 독일어, 그리고 산스크리트어 등 7개 언어를 하롤드 H. 벤더 언어학자와 함께 공부했다. 그의 유대인 혈통과 평범한 재정은 그를 프린스턴 사교계의 변두리에 머물게 했고, 그곳에서 그는 결코 제대로 어울리지 못했다.
신입생 시절, 버그는 무패 팀의 1루수로 뛰었다. 2학년부터는 주전 유격수로 활약했다. 그는 뛰어난 타자는 아니었고 발이 느렸지만, 강하고 정확한 송구 능력과 뛰어난 야구 본능을 가지고 있었다. 마지막 시즌에는 팀 주장을 맡았고 타율 .337을 기록했으며, 프린스턴의 숙적인 하버드와 예일을 상대로는 .611의 타율을 기록했다. 버그와 프린스턴의 2루수인 크로산 쿠퍼는 상대 팀 선수가 2루에 있을 때 라틴어로 작전을 주고받았다.
1923년 6월 26일, 예일 대학교가 양키 스타디움 (1923년)에서 프린스턴 대학교를 5대1로 꺾고 빅 쓰리 타이틀을 획득했다. 버그는 뛰어난 활약을 펼쳤는데, 4타수 2안타 (2루타 1개 포함)를 기록하고 유격수에서 여러 멋진 수비를 보여주었다. 뉴욕 자이언츠와 브루클린 로빈스 (이 팀은 1932년부터 브루클린 다저스로 알려졌다)는 뉴욕의 거대한 유대인 공동체에 어필하기 위해 팀에 "유대인 피"를 원했고, 버그에게 관심을 표명했다. 자이언츠는 특히 관심이 많았지만, 그들은 이미 미래의 명예의 전당 헌액자였던 두 명의 유격수, 데이브 밴크로프트와 트래비스 잭슨을 보유하고 있었다. 로빈스는 평범한 팀이었고, 버그는 그곳에서 뛸 기회가 더 많았다. 1923년 6월 27일, 버그는 로빈스와 5,000달러(오늘날 $76,000에 해당)에 첫 메이저 리그 계약을 체결했다.

## 메이저 리그 경력

### 초기 경력 (1923–1925)
버그의 로빈스 첫 경기는 1923년 6월 27일 베이커 볼에서 필라델피아 필리스를 상대로 열렸다. 로빈스가 13대4로 이기고 있던 7회 초에 버그는 아이비 올슨을 대신하여 유격수로 교체 투입되었다. 버그는 5개의 수비 기회를 실책 없이 처리했으며, 경기 종료 병살타의 시작이 되는 직선타를 잡았다. 그는 2타수 1안타를 기록했는데, 클래런스 미첼을 상대로 중견수 단타를 치고 득점했다. 그 시즌 동안 버그는 .187의 타율을 기록했고, 그의 유일한 내셔널 리그 경험인 47경기에서 21개의 실책을 범했다.

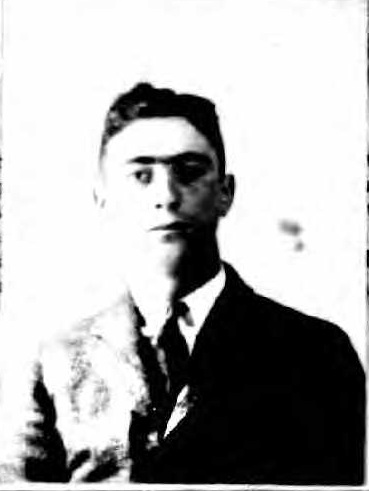
모리스 "모" 버그의 1923년 여권 사진

시즌이 끝난 후, 버그는 처음으로 해외여행을 떠났는데, 뉴욕에서 파리 (프랑스)로 배를 타고 갔다. 그는 라탱 지구의 한 아파트에 정착했는데, 그곳은 소르본 대학이 내려다보이는 곳이었고, 그는 그곳에서 32개의 다른 수업에 등록했다. 파리에서 그는 평생 동안 유지한 습관을 갖게 되었다: 매일 여러 신문을 읽는 것. 버그가 신문을 다 읽을 때까지, 그는 그것을 "살아있다"고 여겼고 아무도 그것을 만지지 못하게 했다. 그가 신문을 다 읽으면, 그는 그 신문을 "죽었다"고 여겼고 누구든지 그것을 읽을 수 있었다. 1924년 1월, 버그는 뉴욕으로 돌아가 다가오는 야구 시즌을 준비하는 대신 이탈리아와 스위스를 여행했다.
로빈스의 클리어워터 (플로리다주) 시설에서 진행된 스프링 트레이닝 동안, 윌버트 로빈슨 감독은 버그의 타격이 향상되지 않았음을 확인하고 그를 아메리칸 어소시에이션의 미니애폴리스 밀러스로 보냈다. 버그는 강등을 잘 받아들이지 못하고 야구를 그만두겠다고 위협했지만, 4월 중순까지 밀러스에 합류했다. 버그는 밀러스의 주전 3루수가 된 후 매우 좋은 성적을 보였고, 타율 .330에 육박했지만, 7월에 타율이 급락하여 다시 벤치로 돌아갔다. 1924년 8월 19일, 버그는 부상으로 시달리던 약팀 톨레도 머드 헨스로 임대되었다. 토끼 헬게스가 형편없는 플레이에 대해 10달러(오늘날 $150에 해당)의 벌금 납부를 거부하고 정지 처분을 받자 버그는 유격수 라인업에 투입되었다. 메이저 리그 스카우트 마이크 곤잘레스는 다저스에게 버그를 평가하는 짧지만 이제는 유명한 "수비 좋고 타격은 안 된다"는 전보를 보냈다. 버그는 시즌을 .264의 타율로 마쳤다.
1925년 4월까지, 버그는 인터내셔널 리그의 리딩 키스톤스에서 타자로 유망함을 보이기 시작했다. 그의 타율 .311과 124타점 덕분에 시카고 화이트삭스는 리딩과의 옵션을 행사하여 그에게 6,000달러(오늘날 $89,000에 해당)를 지불하고 버그를 다음 해 메이저 리그로 승격시켰다.

### 포수 경력 (1926–1934)
1926년 시즌은 버그가 화이트삭스에 스프링 트레이닝과 시즌 첫 두 달을 건너뛰고 컬럼비아 법학대학원 1학년 과정을 마칠 것이라고 알리면서 시작되었다. 그는 5월 28일까지 화이트삭스에 합류하지 않았다. 빌 허네필드는 버그의 유격수 자리를 차지하기 위해 화이트삭스에 영입되었고, .300 이상의 타율로 매우 좋은 시즌을 보내고 있었다. 버그는 단 41경기만 뛰었고, 타율은 .221을 기록했다.
버그는 시즌이 끝난 후 컬럼비아 법학대학원으로 돌아가 법학 학위 공부를 계속했다. 시카고 화이트삭스 구단주 찰스 코미스키가 그에게 스프링 트레이닝에 오라고 더 많은 돈을 제시했음에도 불구하고, 버그는 거절하고 1927년 시즌에 늦게 보고할 것이라고 화이트삭스에 알렸다. 버그가 상황을 설명했던 교수 노엘 다울링은 버그에게 가을에 추가 수업을 듣고, 다음 해인 1928년에는 법학대학원에서 휴학을 할 수 있도록 학장과 협의하겠다고 말했다.
늦게 보고했기 때문에 버그는 시즌 첫 3개월을 벤치에서 보냈다. 8월에 포수 레이 샬크, 해리 매커디, 벅 크라우스의 연속적인 부상으로 화이트삭스는 그 포지션을 맡을 사람이 필요해졌다. 화이트삭스의 선수 겸 감독인 샬크는 버그를 선택했고, 그는 훌륭하게 그 자리를 채웠다. 샬크는 전 필라델피아 필리스 포수 프랭크 브러기가 다음 경기인 뉴욕 양키스와의 경기에서 팀에 합류하도록 주선했다. 브러기는 너무 살이 쪄서 투수 테드 라이언스는 그에게 공을 던지는 것을 거부했다. 샬크가 라이언스에게 누가 포수로 뛰었으면 좋겠냐고 묻자, 투수는 버그를 선택했다.
버그의 주전 포수 데뷔전에서 그는 라이언스의 너클볼을 받는 것뿐만 아니라 베이브 루스, 루 게릭, 얼 콤즈가 포함된 양키스의 살인자들 라인업을 상대하는 것도 걱정해야 했다. 라이언스는 루스를 무안타로 막으며 양키스를 6대3으로 이겼다. 버그는 외야에서 좋지 않은 송구를 잡아 빙글 돌며 조 두간을 홈 플레이트에서 태그아웃시켜 경기 최고의 수비를 펼쳤다. 그는 시즌 마지막 한 달 반 동안 여덟 번 더 포수로 뛰었다.
1928년 시즌을 준비하기 위해, 버그는 슈리브포트에 있는 화이트삭스 스프링 트레이닝 시설에 보고하기 3주 전에 뉴욕 애디론댁산맥의 벌목장에서 일하러 갔다. 힘든 노동은 그에게 놀라운 효과를 가져왔고, 그는 1928년 3월 2일 스프링 트레이닝에 훌륭한 몸 상태로 보고했다. 시즌이 끝날 무렵, 버그는 주전 포수로 자리 잡았다. 1928년, 그는 모든 아메리칸 리그 포수들 중에서 도루 저지율(60.9%)에서 1위를 차지했으며, 포수에 의한 병살에서 8개로 3위, 포수 보살에서 52개로 5위를 기록했다. 타석에서는 타율 .246을 기록하며 개인 최고 기록인 16개의 2루타를 쳤다.
법학대학원에서 버그는 증거법에서 낙제하여 1929년 졸업반과 함께 졸업하지 못했지만, 뉴욕주 변호사 시험에는 합격했다. 그는 다음 해에 증거법을 다시 수강했고, 1930년 2월 26일에 LL.B.를 받았다. 4월 6일, 리틀록 트래블러스와의 시범경기 도중, 방향을 바꾸려던 중 스파이크가 흙에 걸려 무릎 인대를 찢었다. 1929년에 그는 포수로서의 병살에서 12개로 아메리칸 리그 2위, 포수 보살에서 86개로 아메리칸 리그 2위를 차지했고, 리그에서 3번째로 많은 도루 시도(41개)를 저지했으며, 도루 저지율(47.7%)에서 리그 4위를 기록했다. 그는 타석에서 .287의 타율과 47타점을 기록하며 아마도 최고의 시즌을 보냈을 것이다.
그는 1930년 5월 23일 주전 라인업에 복귀했지만, 무릎 부상으로 매일 경기에 출전할 수 없었다. 그는 시즌 내내 20경기에 출전했고, 타율 .115로 시즌을 마쳤다. 겨울 동안 그는 존경받는 월가의 로펌 새터리 앤드 캔필드(현 새터리, 스티븐스, 버크 앤드 버크)에 취업했다.
클리블랜드 인디언스는 1931년 4월 2일 시카고가 그를 웨이버 공시했을 때 그를 영입했지만, 그는 10경기에서 13타수 1안타만을 기록했다.
"네, 저도 알아요, 그는 그중 어떤 언어로도 못 쳐요."
인디언스는 1932년 1월 그를 무조건 방출했다. 포수가 부족했던 워싱턴 세너터스 (1901–60)의 구단주 클라크 그리피스는 버그를 빌럭시의 스프링 트레이닝에 초대했다. 그는 팀에 합류하여 75경기에 출전하면서 실책을 하나도 저지르지 않았고, 포수로서의 병살에서 9개로 아메리칸 리그 2위, 도루 저지율에서 54.3%로 2위를 차지했다. 주전 포수 로이 스펜서가 부상으로 쓰러지자 버그가 투입되어 35명의 주자를 잡아냈고 타율 .236을 기록했다.

### 첫 일본 방문
은퇴한 야구 선수 허브 헌터는 1932년 겨울 동안 버그, 레프티 오둘, 테드 라이언스 세 선수가 일본으로 가서 일본 대학교에서 야구 세미나를 가르치도록 주선했다. 1932년 10월 22일, 세 선수 그룹은 메이지 대학, 와세다 대학, 릿쿄 대학, 도다이 (도쿄 제국), 호세이 대학, 게이오기주쿠 대학 등 도쿄 6대학 야구 연맹 소속 대학들을 순회하기 시작했다. 다른 미국인들은 코칭 임무가 끝난 후 미국으로 돌아갔지만, 버그는 일본을 탐험하기 위해 남아있었다. 그는 이어서 만주, 상하이시, 중국의 베이징; 인도차이나, 시암, 인도 제국, 이집트, 그리고 독일의 베를린을 여행했다.
일본으로 돌아가고 싶다는 열망에도 불구하고, 버그는 1933년 2월 26일 빌럭시에 있는 상원의원 훈련 캠프에 보고했다. 그는 시즌 동안 40경기에 출전했지만 실망스러운 .185의 타율을 기록했다. 상원의원은 페넌트를 우승했지만 월드 시리즈에서 자이언츠에게 패했다. 1933년 상원의원 주전 포수였던 클리프 볼튼은 1934년에 더 많은 돈을 요구했다. 상원의원이 더 많은 돈을 지불하기를 거부하자, 그는 불참했고 버그가 주전 자리를 얻었다. 4월 22일, 버그는 실책을 저질렀는데, 이는 1932년 이후 그의 첫 번째 수비 실책이었다. 그는 아메리칸 리그 기록인 117경기 연속 무실책을 기록했다. 7월 25일, 상원의원은 버그를 무조건 방출했다. 그러나 클리블랜드 인디언스 포수 글렌 마이어트가 8월 1일 발목 부상을 당하자 그는 곧 메이저 리그로 돌아왔다. 1932년 버그를 지도했던 인디언스 감독 월터 존슨은 버그에게 백업 포수 자리를 제안했다. 버그는 클리블랜드의 주전 포수 프랭키 피틀락이 부상당하기 전까지 가끔 출전했고, 이후 버그가 주전 포수가 되었다.

### 두 번째 일본 방문
허브 헌터는 베이브 루스, 루 게릭, 얼 에이버릴, 찰리 게링거, 지미 폭스, 레프티 고메즈 등 올스타 팀이 일본 투어를 하며 일본 올스타 팀을 상대로 시범 경기를 치르도록 주선했다. 버그는 평범한 3루수 백업 포수였지만, 마지막 순간에 이 여행에 초청되었다. 버그는 뉴욕의 뉴스 영화 제작 회사인 무비톤 뉴스와 계약하여 자신의 여행 모습을 촬영하기로 했다; 그는 16-mm 벨 & 하우엘 영화 카메라와 이를 증명하는 회사로부터의 편지를 가지고 갔다. 팀이 일본에 도착했을 때, 버그는 일본어로 환영 연설을 했으며, 일본 국회에서 연설하도록 초청받기도 했다.
1934년 11월 29일, 나머지 팀원들이 오미야에서 경기를 하는 동안, 버그는 쓰키지의 세이 로카 국제 병원으로 갔다. 겉으로는 미국 대사 조지프 그루의 딸을 방문하기 위함이었다. 그러나 버그는 도착하자마자 도쿄에서 가장 높은 건물 중 하나였던 병원 옥상으로 곧장 가서 자신의 영화 카메라로 도시와 도쿄항을 촬영했다. 1942년, 버그는 폭격 계획에 유용할 경우를 대비하여 미국 정보기관에 자신이 찍은 도시 사진을 제공했다. 그는 대사의 딸을 끝내 만나지 못했다. 버그가 일본에 있는 동안, 인디언스는 그에게 무조건적인 방출을 통보했다. 버그는 계속해서 필리핀, 조선, 그리고 소련의 모스크바로 여행했다.

### 말년 경력과 코치 (1935–1941)
미국으로 돌아온 후, 버그는 보스턴 레드삭스에 입단했다. 레드삭스에서 5시즌 동안, 버그는 시즌 평균 30경기 미만을 소화했다.
1939년 2월 21일, 버그는 라디오 퀴즈 쇼 "인포메이션, 플리즈"에 세 번 출연한 것 중 첫 번째 출연을 했다. 버그는 눈부신 활약을 펼쳤다. 그의 출연에 대해 야구 커미셔너 케네소 마운틴 랜디스는 그에게 "버그, 단 30분 만에 당신은 내가 커미셔너로 있는 동안 한 일보다 야구를 위해 더 많은 일을 했습니다"라고 말했다. 그의 세 번째 출연에서 진행자인 클리프톤 파디만은 버그에게 너무 많은 개인적인 질문을 하기 시작했다고 버그가 생각했다. 버그는 그 질문 중 어떤 것에도 대답하지 않았고 다시는 쇼에 출연하지 않았다. 쇼의 단골 게스트이자 스포츠 기자였던 존 키어런은 나중에 "모는 내가 아는 가장 학구적인 프로 선수였다"고 말했다.
선수 경력이 끝난 후, 버그는 1940년과 1941년에 레드삭스 코치로 일했다. 버그는 1941년 9월호 디 애틀랜틱 먼슬리에 실린 야구의 의미와 플레이에 대한 널리 칭송받는 졸업 논문인 "투수와 포수"로 야구 경력을 마무리했다. 2018년 뉴욕 타임스에 실린 버그의 프로필은 이 에세이를 "게임에 대해 쓰인 가장 통찰력 있는 작품 중 하나"라고 묘사했다.

## 야구 경력 이후

### 미국 정부를 위한 스파이 활동
일본의 1941년 12월 7일 진주만 공격으로 미국은 제2차 세계 대전에 휘말렸다. 전쟁 노력을 위해 버그는 1942년 1월 5일 넬슨 록펠러의 미주간 조정관 사무국 (OIAA)에 입사했다. 9일 후 그의 아버지 버나드는 사망했다. 1942년 여름 동안 버그는 자신이 촬영했던 도쿄만 영상을 미국군 정보 장교들에게 상영했다. (한때 그의 영상이 제임스 해럴드 둘리틀 중령이 유명한 둘리틀 공습을 계획하는 데 도움이 되었을 것이라고 생각되었지만, 그 공습은 여름보다 훨씬 이른 1942년 4월 18일에 이루어졌다.)
1942년 8월부터 1943년 2월까지 버그는 카리브해와 남아메리카에 파견되었다. 그의 임무는 그곳에 주둔한 미군 병력의 건강과 신체적 적합성을 모니터링하는 것이었다. 버그는 다른 OIAA 요원들과 함께 1943년 6월에 떠났는데, 이는 남아메리카가 미국에 거의 위협이 되지 않는다고 생각했기 때문이다. 그들은 자신들의 재능이 더 잘 활용될 수 있는 곳으로 배치되기를 원했다.
1943년 8월 2일, 버그는 전략사무국 특별 작전부(SO)에 연봉 3,800달러(오늘날 $56,800에 해당)로 입사했다. 그는 현재 중앙정보국의 특수 활동 부서로 발전한 OSS의 준군사 작전 장교였다. 9월에 그는 OSS 비밀 정보국 (SI)에 배정되었고, OSS SI 발칸 담당 부서에 배치되었다. 워싱턴에 기반을 둔 이 역할에서 그는 유고슬라비아의 상황을 원격으로 모니터링했다. 그는 OSS가 유고슬라비아에 위험한 낙하산 투하 임무를 수행하도록 모집한 슬라브계 미국인들을 돕고 준비시켰다. 그의 OSS 암호명은 "레무스"였다.
1943년 말, 버그는 OSS 특수 프로젝트 책임자인 존 샤힌이 설립한 OSS 작전인 프로젝트 라슨에 배정되었다. 프로젝트의 명시된 목적은 이탈리아에서 로켓과 미사일 전문가를 납치하여 미국으로 데려오는 것이었다. 라슨 안에 숨겨진 또 다른 프로젝트는 프로젝트 AZUSA라고 불렸는데, 이는 이탈리아 물리학자들을 인터뷰하여 그들이 베르너 하이젠베르크와 카를 프리드리히 폰 바이츠제커에 대해 무엇을 알고 있는지 파악하는 것을 목표로 했다. 이는 범위와 임무가 알소스 작전과 유사했다.
이 임무 동안 버그는 이탈리아에서 알소스 작전 책임자인 보리스 파시와 격렬한 마찰을 겪었는데, 파시는 로버트 오펜하이머의 보안 인가 박탈에 큰 역할을 한 논란 많은 육군 장교였다.
1944년 5월부터 12월 중순까지 버그는 유럽을 돌아다니며 물리학자들을 인터뷰하고 몇몇 물리학자들이 유럽을 떠나 미국에서 일하도록 설득하려 했다. 11월에 하이젠베르크가 취리히에서 강연을 한다는 소식이 OSS에 전해졌다. 버그는 12월 18일에 열린 그 강연에 참석하여 "하이젠베르크가 말한 어떤 것이든 독일이 폭탄에 가까워지고 있다는 것을 확신시키는 지"를 판단하도록 지시받았다. 만약 버그가 독일이 가깝다고 결론 내린다면, 그는 하이젠베르크를 쏘라는 명령을 받았지만, 버그는 독일이 가깝지 않다고 판단했다. 프랭클린 루스벨트 대통령의 직접적인 명령에 따라 버그는 이탈리아 초음속 연구 프로그램 책임자였던 안토니오 페리를 미국으로 옮겨와 이곳에서 초음속기 개발에 참여하도록 설득했다. 버그가 페리와 함께 돌아왔을 때, 루스벨트는 "모 버그가 여전히 공을 잘 잡는군요"라고 말했다. 스위스에 머무는 동안 버그는 물리학자 파울 셰러와 친밀한 친구가 되었다. 버그는 전쟁 후 1946년 1월에 OSS에서 사임했다.

### 제2차 세계 대전 이후
1951년, 버그는 중앙정보국 (OSS를 대체함)에 자신이 최근 건국된 이스라엘로 가도록 요청했다. "유대인이라면 이 일을 해야 한다"고 그는 자신의 수첩에 썼다. CIA는 버그의 요청을 거부했다. 그러나 1952년 버그는 CIA에 고용되어 제2차 세계 대전 당시의 옛 인맥을 활용하여 소련 핵무기 개발 계획에 대한 정보를 수집했다. 버그가 받은 10,000달러와 경비에 대해 CIA는 아무것도 얻지 못했다. 버그가 유럽에서 돌아왔을 때 그와 대화했던 CIA 요원은 그가 "정신 나간" 사람이라고 말했다.
이후 20년 동안 버그는 정식 직업이 없었다. 그는 친구와 친척의 도움으로 살았는데, 그의 매력 때문에 그들은 그를 참아주었다. 그들이 그에게 무슨 일을 하느냐고 물으면, 그는 손가락을 입술에 대고 여전히 스파이라고 암시를 주었다. 평생 독신이었던 그는 형 사무엘과 17년 동안 함께 살았다. 사무엘에 따르면, 버그는 전쟁 후에 변덕스럽고 신경질적으로 변했으며, 책 외에는 삶에서 별다른 관심을 두지 않는 것처럼 보였다. 사무엘은 결국 이런 생활에 지쳐 모에게 떠나라고 요구했고, 심지어 퇴거 서류까지 작성했다. 버그는 다음으로 뉴저지주 벨빌에 있는 여동생 에델의 집으로 이사했고, 그곳에서 남은 여생을 보냈다.
그는 미국 야구 명예의 전당 투표에서 소수의 표를 받았다(1958년 4표, 1960년 5표). 그가 사랑하는 스포츠에 지적 재능을 "낭비했다"는 비판을 받았을 때, 버그는 "나는 미국 대법원 판사보다는 야구 선수가 되고 싶다"고 답했다.
버그는 회고록을 써달라는 많은 요청을 받았지만 거절했다. 그는 1960년에 거의 작업을 시작할 뻔했지만, 자신과 함께 일하기로 배정된 공동 작가가 자신을 쓰리 스투지스의 모 하워드와 혼동하자 그만두었다.

## 사망
버그는 1972년 5월 29일, 자택에서 낙상으로 인한 부상으로 70세의 나이로 사망했다. 그가 사망한 뉴저지주 벨빌 병원의 한 간호사는 그의 마지막 말을 다음과 같이 회상했다: "오늘 메츠는 어떻게 되었나요?" (그들은 이겼다.) 그의 요청에 따라 그의 유해는 화장되어 예루살렘의 스코푸스산에 뿌려졌다.

## 유산

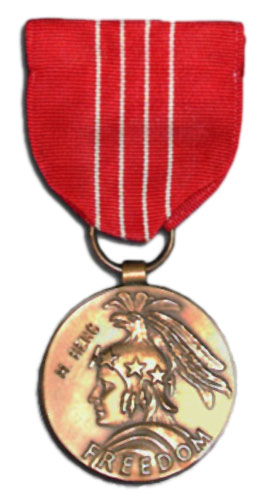
버그는 생전에 자유의 메달 수여를 거부했다; 그가 사망한 후 수여되었고, 그의 여동생이 그를 대신하여 받았다.

- 전쟁 후 OSS는 해체되었다. 버그는 해리 S. 트루먼 대통령으로부터 전시 민간인에게 주어지는 최고 훈장인 자유의 메달을 그의 공로로 수여받았다. 그는 아무런 공개적인 설명 없이 수여를 거부했다.

"모리스 버그 씨는 1944년 4월부터 1946년 1월까지 전쟁 노력에 매우 귀중하고 탁월한 공헌을 했습니다. 유럽 전역의 책임 있는 위치에서 그는 분석 능력과 날카로운 기획력을 보여주었습니다. 그는 부하들에게 존경과 끊임없는 높은 수준의 노력을 고취하여, 그의 부서가 미국 작전 수행에 필수적인 연구 및 분석을 생산할 수 있게 했습니다."
사후 그의 여동생인 에델은 훈장을 요청하고 수락했으며, 나중에 야구 명예의 전당에 기증했다.
- 1996년 버그는 전국 유대인 스포츠 명예의 전당에 헌액되었다.[62]
- 2000년 그는 야구 유물관의 영원한 성소에 헌액되었다.[55]
- 그의 야구 카드는 중앙정보국 본부에 전시된 유일한 야구 카드이다.[63]
- 니콜라스 다비도프는 《더 캐쳐 워즈 어 스파이: 모 버그의 미스터리한 삶》 (1994)이라는 버그의 전기를 썼다.
- 전기 영화 더 캐쳐 워즈 어 스파이 (2018)는 니콜라스 다비도프의 책을 바탕으로 했다. 이 영화는 벤 르윈이 감독했고, 버그는 폴 러드가 연기했다. 이 영화는 2018년 선댄스 영화제에서 초연되었다.[64][65]

## 같이 보기
- 유대인과 야구: 미국인의 사랑 이야기, 2010년 다큐멘터리
- 유대인 메이저 리그 야구 선수 목록
- 알소스 작전